# Ghana Democratic Republican Party
Die Ghana Democratic Republican Party ist eine politische Partei in Ghana. Der Parteisitz liegt in Accra, Vorsitzender der Partei war Dr. Kofi Amoah im Gründungsjahr 1992, Generalsekretär (General Secretary) der GDRP wurde damals Nii Odartey-Lawson.
Mit der vierten und aktuellen Verfassung Ghanas wurden im Jahr 1992 nach der Militärjunta unter Jerry Rawlings erneut politische Parteien in Ghana zugelassen. Unter diesen war auch die GDRP direkt im Jahr 1992.